# Rosneft
Rosneft (tiếng Nga: Роснефть) là một công ty dầu khí có phần lớn vốn thuộc sở hữu của chính phủ Nga. Rosneft có trụ sở tại quận Balchug, thuộc Moskva, rất gần điện Kremlin, nằm bên bờ sông Moskva.
Rosneft trở thành công ty khai thác và lọc dầu hàng đầu của Nga sau khi mua lại khối tài sản khổng lồ của công ty dầu khí Yukos tại một cuộc đấu giá của nhà nước. Vào tháng 3 năm 2013, sau khi hoàn thành việc mua lại công ty TNK-BP với giá 40 tỉ đô-la Mỹ, Rosneft vượt qua Exxon Mobil trở thành công ty dầu khí lớn nhất thế giới, với 200 triệu thùng dầu một ngày và trữ lượng 28 tỉ thùng dầu .

## Tại Việt Nam
Rosneft bước vào thị trường Việt Nam thông qua TNK Việt Nam, công ty hiện nắm giữ 35% cổ phần đồng thời là nhà điều hành lô 06-1 và 32,67% cổ phần của đường ống Nam Côn Sơn dùng vận chuyển khí đốt và condensat về nhà máy khí Dinh Cố và nhà máy khí điện đạm Phú Mỹ.